# کشتار چنوگن
کشتار چنوگن (انگلیسی: Chenogne massacre) یک جنایت جنگی بود که توسط اعضای لشکر یازدهمین لشکر زرهی نیروی زمینی ایالات متحده آمریکا در نزدیکی چنوگن، بلژیک در ۱ ژانویه ۱۹۴۵ در جریان نبرد آردن انجام شد.
بر اساس گزارش‌های شاهدان عینی، تخمین زده می‌شود که ۸۰ اسیر آلمان نازی قتل‌عام شدند. زندانیان را در یک میدان جمع کردند و با مسلسل تیراندازی کردند. این یکی از چندین جنایات جنگی بود که در طول نبرد آردن توسط اعضای نیروهای متفقین جنگ جهانی دوم و نیروهای محور انجام شد.